# سیارک ۴۶۲۹
سیارک ۴۶۲۹ (به انگلیسی: 4629 Walford، نامگذاری:1986TD7) چهار هزار و ششصد و بیست و نهمین سیارک کشف شده‌است که در ۷ اکتبر ۱۹۸۶ کشف شد.
قدر مطلق سیارک برابر ۱۲٫۸۰ است.